# Yager Development
Yager Development (gestileerd als YAGER) is een Duits computerspelontwikkelaar gevestigd in Berlijn. Het bedrijf werd in 1999 opgericht.

## Ontwikkelde spellen
| Release | Titel                                     | Platform                                      |
| ------- | ----------------------------------------- | --------------------------------------------- |
| 2003    | Yager                                     | Windows, Xbox                                 |
| 2005    | Aerial Strike: Low Altitude - High Stakes | Windows                                       |
| 2012    | Spec Ops: The Line                        | Linux, OS X, PlayStation 3, Windows, Xbox 360 |
| 2017    | Dreadnought                               | PlayStation 4, Windows                        |
| 2018    | The Cycle                                 | Windows                                       |